# Distrito de Moesa
El distrito de Moesa era uno de los once distritos del cantón de los Grisones.  El 1 de enero de 2017 fue sustituido por la región de Moesa.

## Comunas por círculo
| Círculo de Calanca     | Círculo de Calanca     | Círculo de Calanca | Círculo de Calanca |
| Comuna                 | Población (31.12.2014) | Superficie en km²  |                    |
| ---------------------- | ---------------------- | ------------------ | ------------------ |
| Arvigo                 | 72                     | 17,01              |                    |
| Braggio                | 50                     | 6,91               |                    |
| Buseno                 | 90                     | 11,15              |                    |
| Castaneda              | 265                    | 3,96               |                    |
| Cauco                  | 36                     | 10,89              |                    |
| Rossa                  | 139                    | 58,88              |                    |
| Santa Maria in Calanca | 110                    | 9,31               |                    |
| Selma                  | 29                     | 2,91               |                    |

| Círculo de Mesocco | Círculo de Mesocco     | Círculo de Mesocco | Círculo de Mesocco |
| Comuna             | Población (31.12.2014) | Superficie en km²  |                    |
| ------------------ | ---------------------- | ------------------ | ------------------ |
| Lostallo           | 762                    | 50,86              |                    |
| Mesocco            | 1308                   | 164,76             |                    |
| Soazza             | 353                    | 46,42              |                    |

| Círculo de Roveredo | Círculo de Roveredo    | Círculo de Roveredo | Círculo de Roveredo |
| Comuna              | Población (31.12.2014) | Superficie en km²   |                     |
| ------------------- | ---------------------- | ------------------- | ------------------- |
| Cama                | 573                    | 15,00               |                     |
| Grono               | 1016                   | 14,81               |                     |
| Leggia              | 137                    | 9,18                |                     |
| Roveredo            | 2478                   | 38,79               |                     |
| San Vittore         | 754                    | 22,06               |                     |
| Verdabbio           | 166                    | 13,13               |                     |

## Variaciones administrativas
- 1980: la comuna de Landarenca es incorporada en la comuna de Arvigo.
- 1982: las comunas de Augio y Santa Domenica son incorporadas en la comuna de Rossa.